# Unguiculariella
Unguiculariella is een monotypisch geslacht van schimmels behorend tot de familie Hyaloscyphaceae. Het bevat alleen Unguiculariella bhutanica.